# Stanley Kubrick
Stanley Kubrick (n. 26 iulie 1928, New York City, New York, SUA – d. 7 martie 1999, St Michael⁠(d), Anglia, Regatul Unit) a fost un regizor, scenarist și producător de film britanic-american, câștigător al Premiului Oscar, care în ultimii 40 de ani ai carierei sale a locuit în Anglia. Kubrick a fost renumit prin grija cu care își alegea subiectele, metoda lentă de a lucra, varietatea de genuri pe care le-a abordat și perfecționismul său.
Este de asemenea recunoscut ca unul dintre cei mai inovativi și influenți regizori de film din istoria cinematografică. A regizat o serie de filme foarte apreciate, adesea controversate, filme care au fost percepute ca o reflexie a naturii sale obsesive și perfecționiste. Filmele sale sunt caracterizate de prezența elementelor de suprarealism, expresionism, dar și a unui pesimism ironic, fiind totodată și unele dintre cele mai originale, provocative și vizionare făcute vreodată. Șapte dintre cele șaisprezece filme ale sale realizate ca regizor sunt prezente în lista IMDb Top 250.

## Primii ani

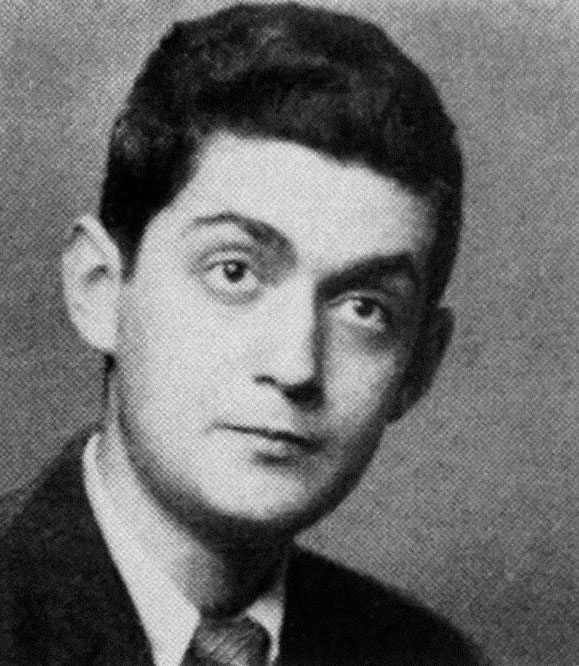
Kubrick în liceu, 1944-1945

Stanley Kubrick s-a născut la 26 iulie 1928 la spitalul Lying-In din Manhattan, fiind primul din cei doi copii ai lui Jacques Leonard Kubrick și soția acestuia Gertrude, născută Perveler. Sora sa, Barbara, s-a născut în 1934. Jacques Kubrick, ai cărui părinți erau evrei austro-ungari, era doctor. La nașterea lui Stanley familia Kubrick locuia într-un apartament pe 2160 Clinton Ave. în cartierul newyorkez The Bronx.
Tatăl său l-a învățat pe Kubrick să joace șah la vârsta de doisprezece ani, jocul rămânând o obsesie pentru Stanley pe parcursul întregii sale vieți. Tot tatăl său a fost cel care i-a cumpărat un aparat de fotografiat Graflex - când avea treisprezece ani. Ca adolescent, Kubrick era interesat de jazz, intenționând chiar să devină baterist.
A făcut liceul "William Howard Taft" între 1941-45 și, deși nu a fost un elev strălucit, l-a absolvit în 1945. Însă notele sale slabe l-au împiedicat să continue cu studii superioare, Kubrick declarând mai târziu că nimic legat de școală nu i se părea interesant. Părinții l-au trimis să locuiască cu câteva rude la Los Angeles pentru un an, în speranța că acestea îl vor ajuta.
Pe când era în liceu a fost ales fotograful oficial al școlii pentru un an. În 1946, deoarece nu era admis la cursurile de zi ale mai multor facultăți, se prezenta la cursurile serale de la City College of New York. După absolvire a vândut o serie de fotografii revistei Look, timp în care continua să joace șah în Washington Square Park și în diferite cluburi de șah din Manhattan. Ulterior a devenit fotograf cu normă întreagă al revistei Look. Multe dintre fotografiile sale timpurii au fost publicate în cartea Drama and Shadows precum și într-o ediție specială din 2007 a DVD-ului 2001: A Space Odyssey.
Pe vremea activității sale la revista Look s-a însurat cu Toba Metz - la 29 mai 1948. Au locuit în cartierul Greenwich Village, dar în 1951 au divorțat.

## Cariera în film

### Primele lucrări
În 1951, prietenul lui Kubrick, Alex Singer l-a convins pe acesta să regizeze filme scurte documentare pentru The March of Time. Kubrick a fost de acord și în 1951 a creat filmul Day of The Fight. Kubrick a vândut acest film companiei RKO Pictures pentru 100$ și ca rezultat al succesului avuta renunțat să mai lucreze pentru magazinul Look și a început sa lucreze la un doilea documentar de scurt metraj Flying Padre (1951), finanțat de RKO. Un al treilea film, The Seafarers (1953) a fost prima sa realizare color având o durată de circa 30 de minute. Cele trei filme constituie singurele sale filme documentare. Cu toate acestea se presupune că a mai lucrat și la alte astfel de filme care, însă, s-au pierdut. Un exemplu este World Assembly of Youth (1952). Nici unul dintre aceste scurtmetraje nu a fost lansat oficial însă imagini din ele se găsesc în documentarul Stanley Kubrick: A Life in Pictures. De asemenea Day of The Fight și Flying Padre au fost difuzate pe TCM în cadrul unui festival de filme de scurtmetraj.

### Anii 1950:Sărutul ucigașului,Jaf la hipodromșiCărările gloriei

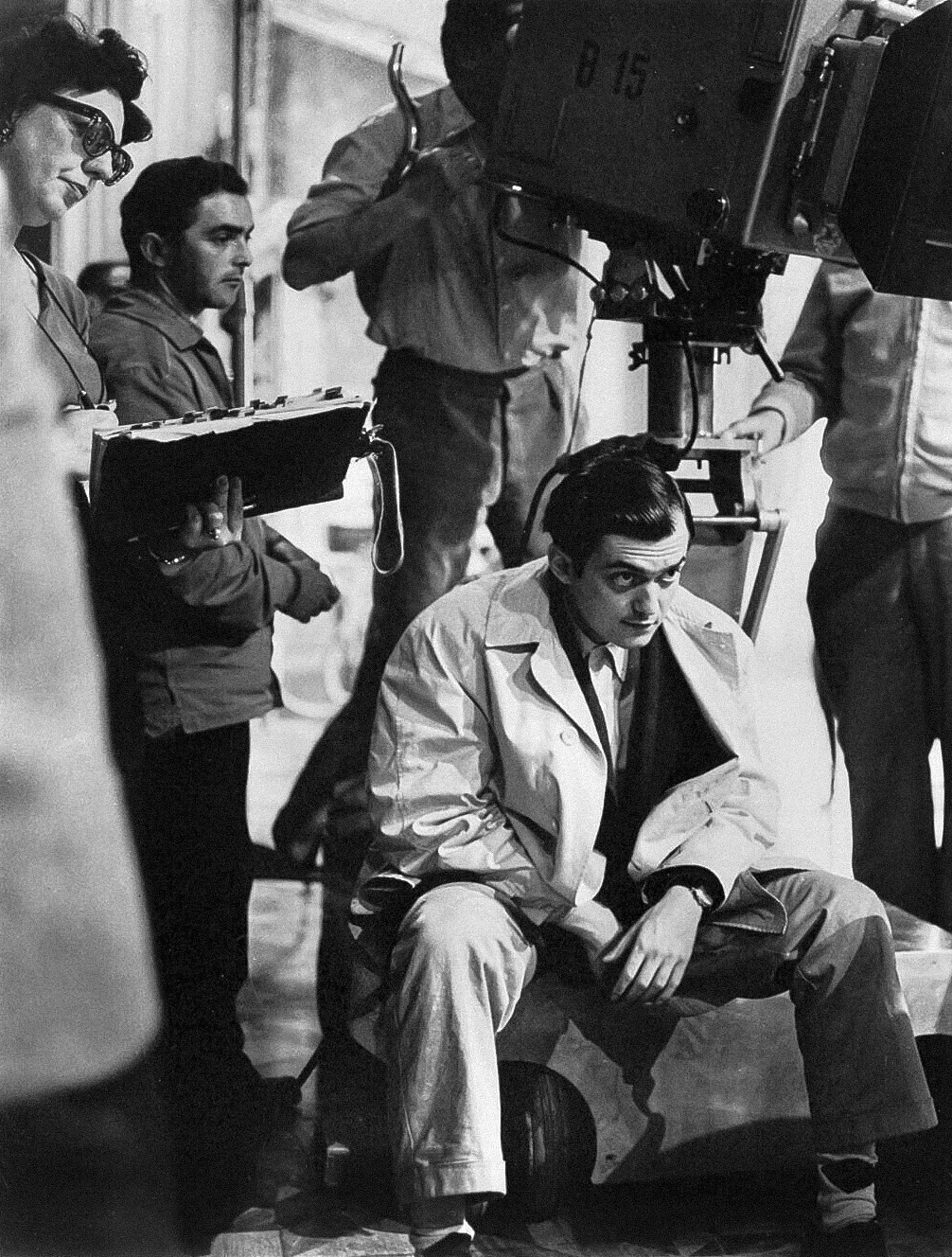
Kubrick filmând Cărările gloriei, 1957

Kubrick a făcut trecerea la filmele de lungmetraj cu Fear and Desire (1953), povestea unui grup de soldați prinși în spatele liniilor inamice într-un război fictiv. Filmul a fost scris de prietenul lui Kubrick, Howard Sackler care va deveni un scenarist de succes în domeniul teatrului. Fear and Desire a avut parte de critici pozitive în mare parte însă filmul a fost un eșec din punct de vedere comercial, Kubrick fiind în viitor stânjenit de el considerându-l rezultatul muncii unui amator. A refuzat ca filmul să fie arătat la diferite retrospective și a făcut tot posibilul ca Fear and Desire să fie scos din circulație. Cel puțin o copie a peliculei a rămas în mâinile unui colecționar, filmul apărând ulterior pe casete video și DVD-uri.
Mariajul lui Kubrick cu Toba Metz s-a încheiat în timpul realizării lui Fear and Desire. Kubrick și-a întâlnit cea de-a doua nevastă, dansatoarea austriacă Ruth Sobotka, în 1952. Au locuit împreună în The East Village din 1952 până la căsătoria ce a avut loc pe 15 ianuarie 1955. S-au mutat la Hollywood în acea vară, Sobotka având o scurtă apariție în următorul film al lui Kubrick Killer's Kiss (1954). Ca și Fear and Desire, Killer's Kiss este un film destul de scurt ce abia depășește durata de o oră și a avut succes comercial și critic limitat. Filmul spune povestea unui tânăr boxeor de categorie grea aflat la sfârșitul carierei care devine implicat în crima organizată.
Alex Singer l-a introdus pe Kubrick unui tânăr producător numit James B. Harris, cei doi devenind prieteni apropiați. Parteneriatul Harris-Kubrick Productions va finanța următoarele trei filme ale lui Kubrick. Cei doi au cumpărat drepturile unui roman de Lionel White numit Clean Break, pe care Kubrick și coscenaristul Jim Thompson l-au transformat într-o poveste despre un jaf la un hipodrom încheiat în mod tragic. Avându-l în distribuție pe Sterling Hayden, The Killing va fi primul film al lui Kubrick filmat cu o echipă de profesioniști, incluzând aici și actorii. Rezultatul a fost un film neobișnuit pentru cinematografia Americană a anilor 1950 în sensul că întâmplările din film nu se petrec în ordine cronologică iar finalul producției este unul trist. Se poate spune că pelicula a urmat convențiile filmului noir, atât în subiect cât și în imagine. Acest gen de producții atinseseră apogeul în anii 1940; oricum The Killing este privit astăzi ca unul dintre cele mai bune filme ale genului noir. Filmul nu a fost un succes financiar dar a avut parte de recenzii pozitive.
Admirația pentru The Killing a adus Harris-Kubrik Productions în atenția companiei Metro-Goldwyn-Mayer, studiourile oferindu-le celor doi o colecție impresionantă de subiecte din care să-și poată alege următorul proiect. Între timp, Kubrick a colaborat și cu Calder Willingham la o adaptare după romanul austriac The Burning Secret. Deși Kubrick era foarte entuziast în legătură cu acest proiect, în final nu s-a realizat nimic.
Următorul film al lui Kubrick, Paths of Glory, este plasat în timpul Primului Război Mondial și este bazat pe romanul cu același nume al lui Humphrey Cobb din 1935. Filmul spune povestea armatei franceze, care primește o misiune imposibilă din partea superiorilor. Cum misiune eșuează, trei soldați nevinovați sunt acuzați de lașitate. Kirk Douglas interpretează rolul Colonelului Dax, cel care încearcă să împiedice execuția celor trei. Pelicula nu a avut un foarte mare succes comercial dar a fost foarte apreciată în rândul criticilor, Kubrick fiind acum recunoscut ca un important tânăr regizor. Steven Spielberg a declarat că Paths of Glory este unul din filmele sale preferate.
În timpul producției la Paths of Glory în München, Kubrick a întâlnit-o pe tânăra actriță germană Christiane Harlan. Cei doi s-au căsătorit în 1958, după ce Kubrick a divorțat de a doua sa nevată, Ruth Sobotka în 1957. Au rămas împreună până la moartea lui Kubrick în 1999. În timpul mariajului cu Kubrick, Christiane s-a concentrat asupra carierei de pictoriță. Cuplul a avut doi copii, Anya și Vivian, dar și pe Katharina fiica Christianei din relația anterioară a aceteia cu actorul German Werner Bruhns. Fratele Christianei, Jan Harlan, a fost producătorul executiv al lui Kubrick începând din 1975.

### Anii 1960:Spartacus,Dr. StrangeloveșiOdiseea Spațială
La reîntoarcerea în Statele Unite, Kubrick a lucrat pentru șase luni la filmul One Eyed Jacks (1961) cu Marlon Brando în rolul principal. Între cei doi au apărut diferite neînțelegeri, iar Brando l-a concediat pe Kubrick, alegând să regizeze chiar el filmul. Kubrick a mai lucrat la o serie de scenarii până când Kirk Douglas l-a rugat să regizeze epicul Spartacus (1960) după ce Anthony Mann, regizorul inițial al peliculei, a fost concediat cu două săptămâni înainte de începerea filmărilor.
Bazat pe povestea adevărată a sclavilor romani care pornesc o revoltă, Spartacus a fost un film dificil de realizat, între Kubrick și Douglas iscându-se diferite neînțelegeri. Prietenia pe care cei doi o dezvoltaseră odată cu Paths of Glory a fost distrusă de experiența realizării acestui film. După ani și ani, Douglas îl numea pe Kubrick ca "un rahat talentat".
În ciuda problemelor de pe platourile de filmare, Spartacus a fost un mare succes critic și comercial, Kubrick fiind recunoscut acum ca un mare regizor.
Spartacus este singurul film al lui Stanley Kubrick la care acesta nu a contribuit deloc la scenariu, producție sau casting fiind în mare parte proiectul lui Kirk Douglas.
Spartacus a câștigat 4 Premii Oscar, unul dintre ele fiind adjudecat de Peter Ustinov pentru rolul vânzătorului de sclavi, Batiatus. Ustinov este singurul actor care a câștigat un Oscar sub regia lui Stanley Kubrick.
În 1962 Kubrick s-a mutat în Anglia pentru a filma Lolita și va locui acolo pentru tot restul vieții. Inițial Kubrick trebuia să rămână în Anglia pentru a filma Dr. Strangelove întrucât Peter Sellers nu putea părăsi țara din cauza procesului de divorț în care era implicat. De abia după Lolita și Dr. Strangelove Kubrick se va hotărî să rămână definitiv în Anglia.
Lolita a fost primul film controversat al lui Kubrick. Cartea romancierului Rusoamerican Vladimir Nabokov spunea povestea unei aventuri între un adult pe nume Humbert Humbert (James Mason) și fiica vitregă a cestuia în vârstă de doisprezece ani. Romanul era deja celebru pentru obscenitatea sa. Kubrick l-a rugat pe Nabokov să-și adapteze chiar el romanul pentru ecran iar Nabokov a realizat un scenariu de 400 de pagini, redus ulterior la 200. Varianta finală a scenariului a fost realizată chiar de către Kubrick, Nabokov estimând că doar 20% din scenariul scris de el a fost folosit pentru film. Scenariul original scris de Nabokov a fost publicat mai târziu sub numele de Lolita: A Screenplay.
Lolita a fost primul din cele două filme la care Kubrick a lucrat cu actorul britanic de comedie Peter Sellers, al dolilea fiind Dr. Strangelove (1964). Rolul lui Sellers este cel al lui Clare Quilty, un al doilea bărbat mai în vârstă necunoscut lui Humbert, ce are și el relații cu Lolita.
Părerile criticilor au fost împărțite la lansarea filmului; în timp ce mulți l-au lăudat pentru subiectul îndrăzneț, alții au fost surprinși de lipsa de intimitate dintre Lolita și Humbert. Filmul a fost nominalizat la Premiul Oscar pentru cel mai bun scenariu adaptat, iar Sue Lyon, care a interpretat rolul Lolitei, a câștigat un Glob de Aur pentru cea mai bună nou venită în lumea filmului.
Criticul de film Gene Youngblood susține că, stilistic, Lolita este un film de tranziție pentru Kubrick "făcând trecerea de la un cinema naturalist...la suprarealismul filmelor viitoare".
Următorul film al lui Kubrick, Dr. Strangelove (1964), a devenit un film cult, fiind astăzi considerat un clasic. Roger Ebert a scris că este cel mai bun film satiră făcut vreodată. Scenariul, bazat pe romanul Red Alert al fostului locotenent Peter George, a fost scris de Kubrick și George, la el contribuind și autorul american de satire, Terry Southern. Red Alert este o poveste serioasă despre izbucnirea accidentală a războiului atomic însă Kubrick a considerat atât de absurde motivele ce au dus la izbucnirea războiului atomic încât Dr. Strangelove a devenit o comedie macabră.
Subiectul filmului are în centru atacul nuclear American asupra Uniuni Sovietice, inițiat de Generalul F.A.S.U. Jack D. Ripper (Sterling Hayden; numele personajului fiind o referire la Jack The Ripper (Jack Spintecătorul)) fără vreo autorizație oficială.
Peter Sellers, care jucase un rol mic dar important în Lolita, fusese angajat să interpreteze patru roluri în Dr. Strangelove.

## Filmografie
- Fear and Desire (1953)
- Sărutul ucigașului (1955)
- Jaf la hipodrom (1956)
- Paths of Glory (1957)
- Spartacus (1960)
- Lolita (1962)
- Dr. Strangelove (1964)
- 2001: O odisee spațială (1968)
- Portocala mecanică (1971)
- Barry Lyndon (1975)
- Strălucirea (1980)
- Full Metal Jacket (1987)
- Cu ochii larg închiși (1999)